# Yarisley Silva
Yarisley Silva Rodríguez (Pinar del Río, 1 de junio de 1987) es una atleta cubana especializada en el salto con pértiga. En su carrera deportiva ostenta títulos mundiales tanto al aire libre (Pekín 2015) como en pista cubierta (Sopot 2014), además de una medalla de plata en Juegos Olímpicos de Londres 2012, y tres veces el título panamericano de la especialidad.

## Trayectoria

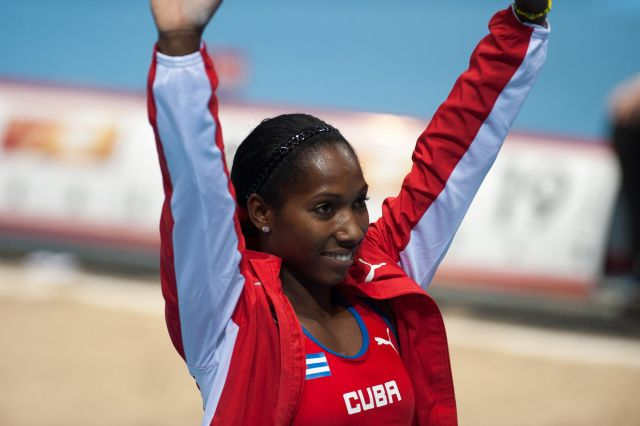
Yarisley Silva en 2014

A la edad de ocho años Yarisley practicaba el ballet clásico, pero fue rechazada por una academia de baile por su tendencia al sobrepeso. Tras otro intento fallido de ingresar a la Escuela de Arte para formarse en el piano, comenzó la práctica del atletismo a la edad de 13 años,  y se especializó en el salto con pértiga con el profesor Alexander Navas. De hecho tenía como antecedente en el deporte a su propia madre Magalys Rodríguez quien había practicado el lanzamiento de jabalina.
Pese a obtener éxitos a nivel escolar, su incipiente carrera tenía muchos obstáculos entre la escasez de material deportivo y las críticas contra su persona ya que le echaban en cara su baja estatura y sobrepeso como impedimentos para desarrollarse en la prueba. Sin embargo, aunque en el año 2006 asistió al campeonato mundial júnior de Pekín en el que no estableció ninguna marca; en los Juegos Panamericanos de 2007 logró ubicarse en el tercer puesto del podio con un registro de 4,30 m, resultado que fue considerado una de las sorpresas del evento atlético.
Tuvo su primera experiencia en Juegos Olímpicos en Pekín 2008, en el que marcó una altura de 4,15 m en ronda preliminar. Sin embargo, el 2009 triunfó en el Campeonato Centroamericano y el Caribe de Atletismo de La Habana, con una marca de 4,40 m.

### Primer triunfo panamericano
En Daegu 2011, Silva se presentó a su primer mundial de atletismo, y pudo clasificar a la ronda final en la que se posicionó quinta con 4,70 m, nueva marca nacional. Ese mismo año acudió a los Juegos Panamericanos de Guadalajara, y en una cerrada competencia logró arrebatar el título a la monarca del 2007, la brasileña Fabiana Murer, reciente campeona mundial en Daegu. Silva dejó su marca en 4,75 m, nueva marca panamericana que también estaba en posesión de Murer, quien intentó por tres veces saltar los 4,80 m sin éxito.

### Juegos Olímpicos de Londres
En la temporada del año 2012, había tenido un buen desempeño en la Liga de Diamante con dos segundos puestos en las reuniones de Nueva York (4,70 m) y Mónaco (4,62 m), antes de los Juegos Olímpicos de Londres. En dicho evento logró llegar a la ronda final, en la que también se encontraban Fabiana Murer y la plusmarquista Yelena Isinbáyeva.
Sin embargo, la cubana se alzó con la histórica medalla de plata para su país, la primera en la especialidad atlética del salto con pértiga en Juegos Olímpicos, siendo superada por la estadounidense Jennifer Suhr. De hecho, ambas terminaron con la misma marca de 4,75 m; pero el criterio de desempate fue a favor de Suhr, ya que Silva había fallado un intento en su primer salto. Por su parte, Murer ni siquiera clasificó la ronda final, mientras que Isinbáyeva ocupó el tercer escaño (4,70 m). Para el mes de septiembre, acabó su temporada en la Liga de Diamante y se ubicó en el tercer puesto de la prueba. Asimismo, este año debutó en el campeonato mundial en pista cubierta, celebrado en Estambul, en el que ocupó el séptimo lugar con una marca de 4,55 m.

### Campeonato mundial de Moscú
El 2013 inició en gran forma para la cubana, ya que logró batir su marca personal en tres ocasiones: primero en el mes de febrero en la ciudad de La Habana durante la Copa Cuba de Atletismo, con marca de 4,81 m; y posteriormente en el mes de abril en la ciudad de Des Moines, Estados Unidos, en el certamen Drake Relays con 4,85 m. Posteriormente, el 8 de junio en la reunión de Hengelo por la IAAF World Challenge logró 4,90 m por lo que se convirtió en la tercera atleta que ha igualado o superado dicha marca, siendo las otras Yelena Isinbáyeva y Jennifer Suhr.
Para el mes de agosto, asistió a su segundo campeonato mundial en la ciudad de Moscú. En ese certamen, logró sortear la fase preliminar en la que todas las competidoras clasificadas a la final marcaron 4,55 m, y en la disputa por las medallas logró capturar la medalla de bronce con registro de 4,82 m en una contienda ganada por Yelena Isinbáyeva quien se alzó con su tercer título mundial.

### Primer título mundial
Silva se presentó al campeonato mundial en pista cubierta de Sopot, Polonia, en marzo del 2014, y no era favorita para ocupar el podio. Aparte, había tenido una discreta preparación antes del evento. Pese a todo, logró llevarse la medalla dorada con un registro de 4,70 m en una cerrada competencia en la que otras tres contendientes también alcanzaron la misma altura, pero fue la cubana quien la superó en un intento. De esta forma, se convirtió en la primera atleta cubana en obtener un título mundial de la especialidad, sea en el aire libre o en pista cubierta.
En el resto de la temporada alcanzó una victoria en Roma por la Liga de Diamante, donde se presentó en cinco reuniones. De hecho, en Mónaco, en el mes de julio, decidió hacer una pausa por el cansancio acumulado ya que no había parado desde diciembre del 2013 con su asistencia al XVIII Festival Mundial de la Juventud y los Estudiantes en Ecuador. Decidió cerrar el año en Veracruz, para los Juegos Centroamericanos y del Caribe, donde se alzó con la medalla dorada con una nueva marca del evento de 4,60 m.

### Campeonato mundial de Pekín
Para la Liga de Diamante 2015, Silva mejoró sus marcas progresivamente. Pese a que inició en Pekín con una marca de 4,58 m, que la ubicó en el tercer puesto, en Birminghman logró 4,42 m para el sexto puesto, en Nueva York fue cuarta con 4,44 m, y en París se ubicó segunda con 4,73 m. Ya para el mes de julio asistió a los Juegos Panamericanos de Toronto en la que tenía nuevamente como rival a la brasileña Fabiana Murer quien había tenido dos triunfos en la Liga de Diamante. Sin embargo, la cubana mantuvo el campeonato logrado en Guadalajara con un salto de 4,85 m que además se posicionó como la mejor marca del año hasta entonces y nuevo récord panamericano.
El buen momento continuó en la ciudad de Beckum, Alemania, donde rebasó su propia marca personal al saltar 4,91 m el día 2 de agosto. Así se presentó a su tercer campeonato mundial, que se celebró en Pekín, siendo considerada la favorita para ganar la prueba, lo que confirmó al lograr una marca de 4,90 m y así coronar su carrera deportiva con un título absoluto.

### Juegos Olímpicos de Río de Janeiro
En el inicio del año 2016, Silva pretendía participar en el campeonato mundial en pista cubierta de Portland para defender su título mundial del 2014, pero decidió retirarse para estar cerca de su novio Sergio Mestre, especialista del salto de altura, quien había sufrido un grave accidente. Al retomar a la competencia, su mejor resultado en Liga de Diamante fue en Birmingham con un primer puesto y marca de 4,84 m. 
Afectada por el desafortunado acontecimiento, se presentó a los Juegos Olímpicos de Río de Janeiro a los que de hecho consideró no asistir; y aunque logró llegar a la final, en la disputa por las medallas se ubicó en la séptima posición con registro de 4,60 m.

### Temporada 2017
En el 2017, Silva tenía como objetivo su preparación para el campeonato mundial de ese año en Londres. Su primera reunión atlética importante tuvo lugar en mayo, por la Liga de Diamante en Doha, donde ocupó el tercer puesto con una marca de 4,65 m; y posteriormente tomó parte del Memorial Barrientos en el que logró una modesta marca de 4,40 m. Sin embargo, en junio superó dicha marca con un salto de 4,75 m en la reunión de Roma, válido para un segundo puesto, pero en Oslo atrapó la primera posición con un salto de 4,81 m, con la salvedad de que en esta reunión no estaba presente la griega Ekaterini Stefanidi, ganadora de la cita de Roma donde había logrado una marca de 4,85 m. Días después, su registro cayó a 4,55 m en Estocolmo para un quinto puesto, la misma marca y posición de la reunión de Londres del 8 de julio. 
Para su cuarto mundial de atletismo, Silva era la atleta más prominente de la delegación cubana. Y aunque era considerada dentro de las competidoras que podían luchar por la medalla dorada, era la griega Stefanidi quien sobresalía entre todas ellas por su impecable temporada. De hecho, ella fue la ganadora de la competición con un salto de 4,91 m, mientras que Silva pudo adjudicarse la medalla de bronce en conjunto con la joven venezolana Robeilys Peinado, ya que ellas consiguieron el mejor desempeño dentro de un grupo de cuatro saltadoras que lograron la marca de 4,65 m.
Tras dicho evento, en la final de la Liga de Diamante que tuvo lugar en Bruselas, se ubicó en la novena posición con un registro de 4,55 m, habiendo sido la ganadora la griega Stefanidi con un salto de 4,85 m.

### Temporada 2018
En marzo de 2018 Silva acudió a su tercera participación en el campeonato mundial en pista cubierta, el cual se celebró en Birmingham, y acabó en la séptima posición con una marca de 4,60 m. Posteriormente se presentó a cuatro reuniones de la Liga de Diamante, siendo su mejor resultado el segundo puesto en Mónaco con un salto de 4,80 m. No pudo asistir a la final de la prueba en Zúrich por una lesión. Logró, sin embargo, la medalla de oro de los Juegos Centroamericanos y del Caribe en Barranquilla, su segunda consecutiva, con un registro de 4,70 m. En tanto, en el Campeonato Nacac de Toronto fue segunda con el mismo resultado, y en la copa continental ocupó el cuarto puesto con 4,55 m. 

### Tercer triunfo panamericano
Silva se presentó a sus terceros Juegos Panamericanos, realizados en Lima, para tratar de conquistar su tercera medalla de oro en la prueba, en la que no partía como favorita. Ya en la competición, y pese a sobrepasar con dificultad los 4,35 m en el último intento, logró sortear con éxito las demás marcas hasta los 4,65 m; Katie Nageotte, sin embargo, pudo saltar los 4,70 con un fallo, contrario a Silva que no lo hizo en dos intentos, por lo que decidió saltar los 4,75 m que le brindaron el triunfo y su tercera medalla de oro panamericana que la consagró como la novena deportista en alcanzar tres títulos en la justa continental.
En el resto de la temporada tuvo seis participaciones en Liga Diamante, en fase de clasificación, en la que su mejor ubicación fue un tercer puesto en Birmingham (4,65 m), mientras que en la final de Bruselas fue octava (4,63 m). Además asistió a su quinto campeonato mundial, celebrado en Doha, donde ocupó el undécimo puesto con un registro de 4,70 m.